# Diecezja Nkongsamba
Diecezja Nkongsamba – diecezja rzymskokatolicka w Kamerunie. Powstała w 1914 jako prefektura apostolska  Adamaua. Przemianowana w 1923 na prefekturę Foumban. Ustanowiona wikariatem apostolskim w 1934. Ustanowiona diecezją Nkongsamba w 1955.

## Biskupi diecezjalni
- Biskupi Nkongsamba 
  - Bp Dieudonné Espoir Atangana (od 2012)
  - Bp Dieudonné Watio (1995 – 2011)
  - Bp Thomas Nkuissi (1978 – 1992)
  - Bp Albert Ndongmo (1964 – 1973)
  - Bp Paul Bouque, S.C.I. (1955 – 1964)
- Wikariusze apostolscy  Foumban 
  - Bp Paul Bouque, S.C.I. (1934 – 1955)
- Prefekci apostolscy Foumban 
  - Bp Paul Bouque, S.C.I. (1930– 1934)
  - O. Joseph Donatien Plissonneau, S.C.I. (1923– 1930)
- Prefekci apostolscy Adamaua 
  - O. Joseph Donatien Plissonneau, S.C.I. (1920 – 1923)
  - O. Gerhard Lennartz, S.C.I. (1914 – 1919)